# ليل (فرنسا)
ليل (بالفرنسية: Arrondissement de Lille)‏ هي دائرة إدارية فرنسية، في فرنسا، تقع في نور، بلغ عدد سكانها 1,234,659  نسمة وذلك حسب إحصائيات سنة 2015، عاصمتها ليل، تبلغ مساحتها 879.68 كيلومتر مربع.

## التقسيمات الإدارية
- Canton of Armentières [الإنجليزية]‏
- canton of La Bassée  [لغات أخرى]‏ (حتى مارس 2015)
- canton of Cysoing  [لغات أخرى]‏ (حتى مارس 2015)
- canton of Haubourdin  [لغات أخرى]‏ (حتى مارس 2015)
- canton of Lannoy  [لغات أخرى]‏ (حتى مارس 2015)
- canton of Lille-Centre  [لغات أخرى]‏ (حتى مارس 2015)
- canton of Lille-Est  [لغات أخرى]‏ (حتى مارس 2015)
- canton of Lille-Nord  [لغات أخرى]‏ (حتى مارس 2015)
- canton of Lille-Nord-Est  [لغات أخرى]‏ (حتى مارس 2015)
- canton of Lille-Ouest  [لغات أخرى]‏ (حتى مارس 2015)
- canton of Lille-Sud  [لغات أخرى]‏ (حتى مارس 2015)
- canton of Lille-Sud-Est  [لغات أخرى]‏ (حتى مارس 2015)
- canton of Lille-Sud-Ouest  [لغات أخرى]‏ (حتى مارس 2015)
- canton of Pont-à-Marcq  [لغات أخرى]‏ (حتى مارس 2015)
- canton of Quesnoy-sur-Deûle  [لغات أخرى]‏ (حتى مارس 2015)
- Canton of Roubaix-Est [الإنجليزية]‏ (حتى مارس 2015)
- canton of Roubaix-Nord  [لغات أخرى]‏ (حتى مارس 2015)
- canton of Roubaix-Ouest  [لغات أخرى]‏ (حتى مارس 2015)
- canton of Seclin-Sud  [لغات أخرى]‏ (حتى مارس 2015)
- canton of Tourcoing-Nord  [لغات أخرى]‏ (حتى مارس 2015)
- canton of Tourcoing-Nord-Est  [لغات أخرى]‏ (حتى مارس 2015)
- canton of Tourcoing-Sud  [لغات أخرى]‏ (حتى مارس 2015)
- Canton of Marcq-en-Barœul [الإنجليزية]‏ (حتى مارس 2015)
- canton of Lomme  [لغات أخرى]‏ (حتى مارس 2015)
- canton of Roubaix-Centre  [لغات أخرى]‏ (حتى مارس 2015)
- canton of Villeneuve-d'Ascq-Nord  [لغات أخرى]‏ (حتى مارس 2015)
- canton of Seclin-Nord  [لغات أخرى]‏ (حتى مارس 2015)
- canton of Villeneuve-d'Ascq-Sud  [لغات أخرى]‏ (حتى مارس 2015)
- Canton of Croix [الإنجليزية]‏ (منذ مارس 2015)
- Canton of Lille-1 [الإنجليزية]‏ (منذ مارس 2015)
- Canton of Lille-3 [الإنجليزية]‏ (منذ مارس 2015)
- Canton of Lille-2 [الإنجليزية]‏ (منذ مارس 2015)
- Canton of Lille-4 [الإنجليزية]‏ (منذ مارس 2015)
- Canton of Lille-5 [الإنجليزية]‏ (منذ مارس 2015)
- Canton of Lille-6 [الإنجليزية]‏ (منذ مارس 2015)
- Canton of Roubaix-1 [الإنجليزية]‏ (منذ مارس 2015)
- Canton of Roubaix-2 [الإنجليزية]‏ (منذ مارس 2015)
- Canton of Tourcoing-1 [الإنجليزية]‏ (منذ مارس 2015)
- Canton of Tourcoing-2 [الإنجليزية]‏ (منذ مارس 2015)
- Canton of Annœullin [الإنجليزية]‏ (منذ مارس 2015)
- Canton of Faches-Thumesnil [الإنجليزية]‏ (منذ مارس 2015)
- Canton of Lambersart [الإنجليزية]‏ (منذ مارس 2015)
- Canton of Templeuve-en-Pévèle [الإنجليزية]‏ (منذ مارس 2015)
- Canton of Villeneuve-d'Ascq [الإنجليزية]‏ (منذ مارس 2015).

خريطة مدينة ليل
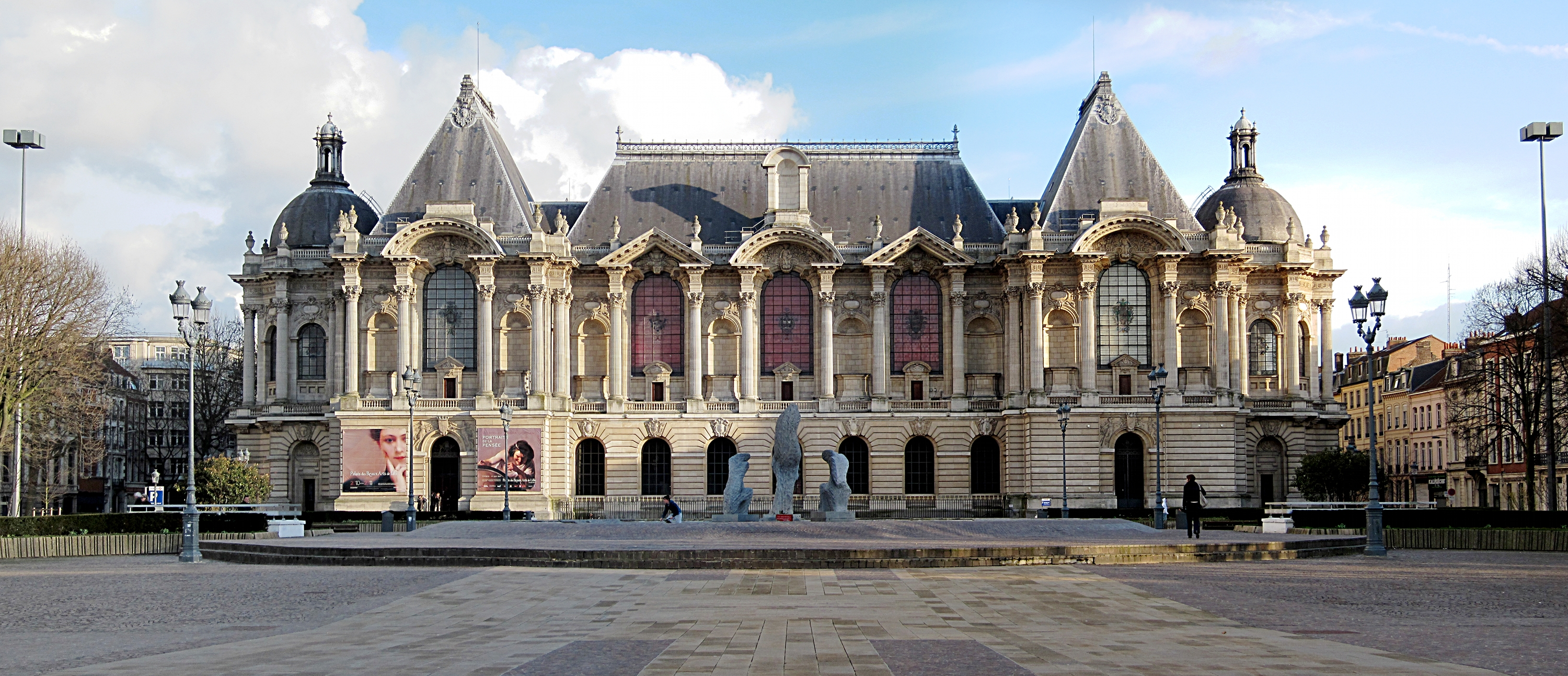
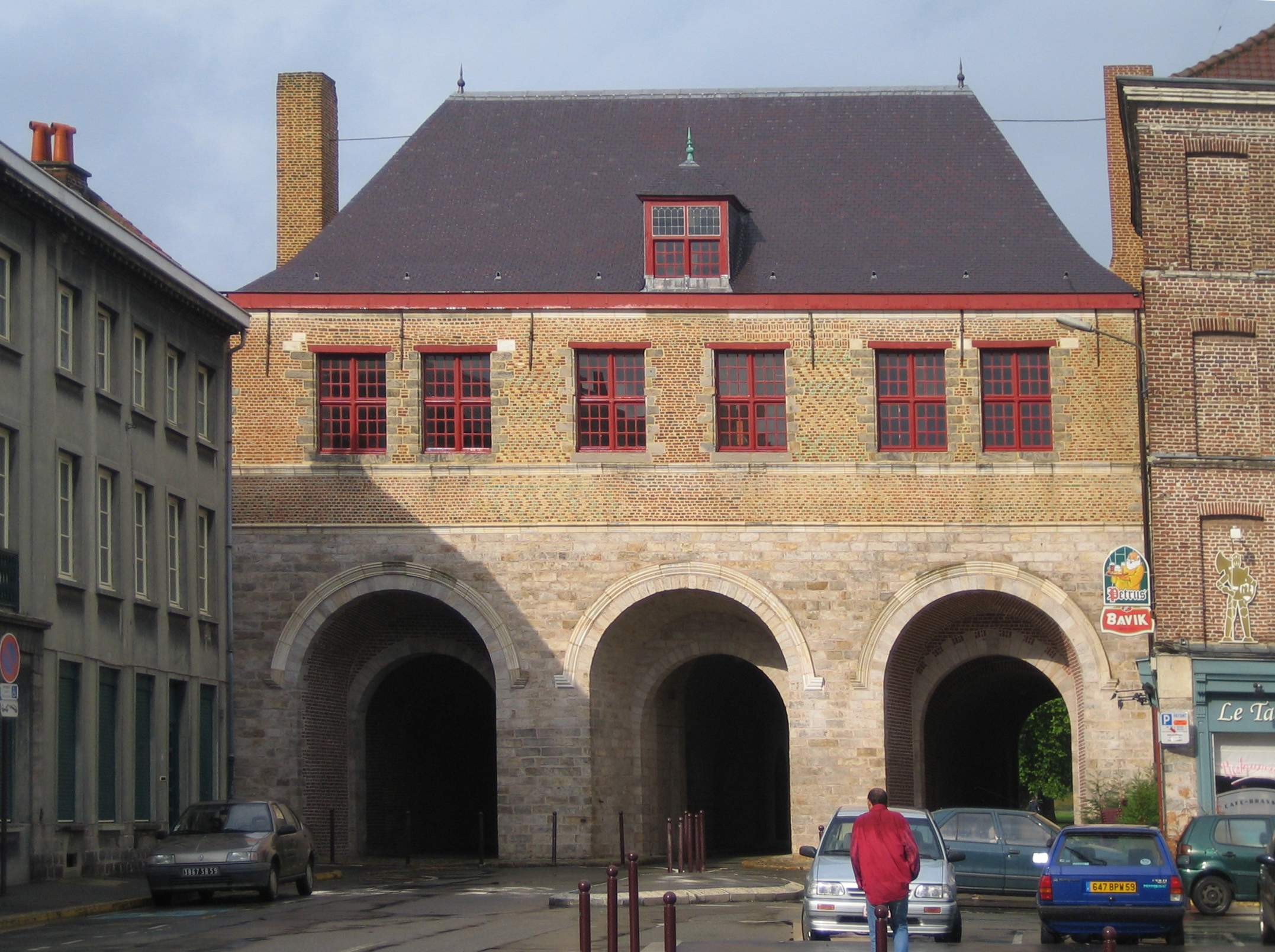
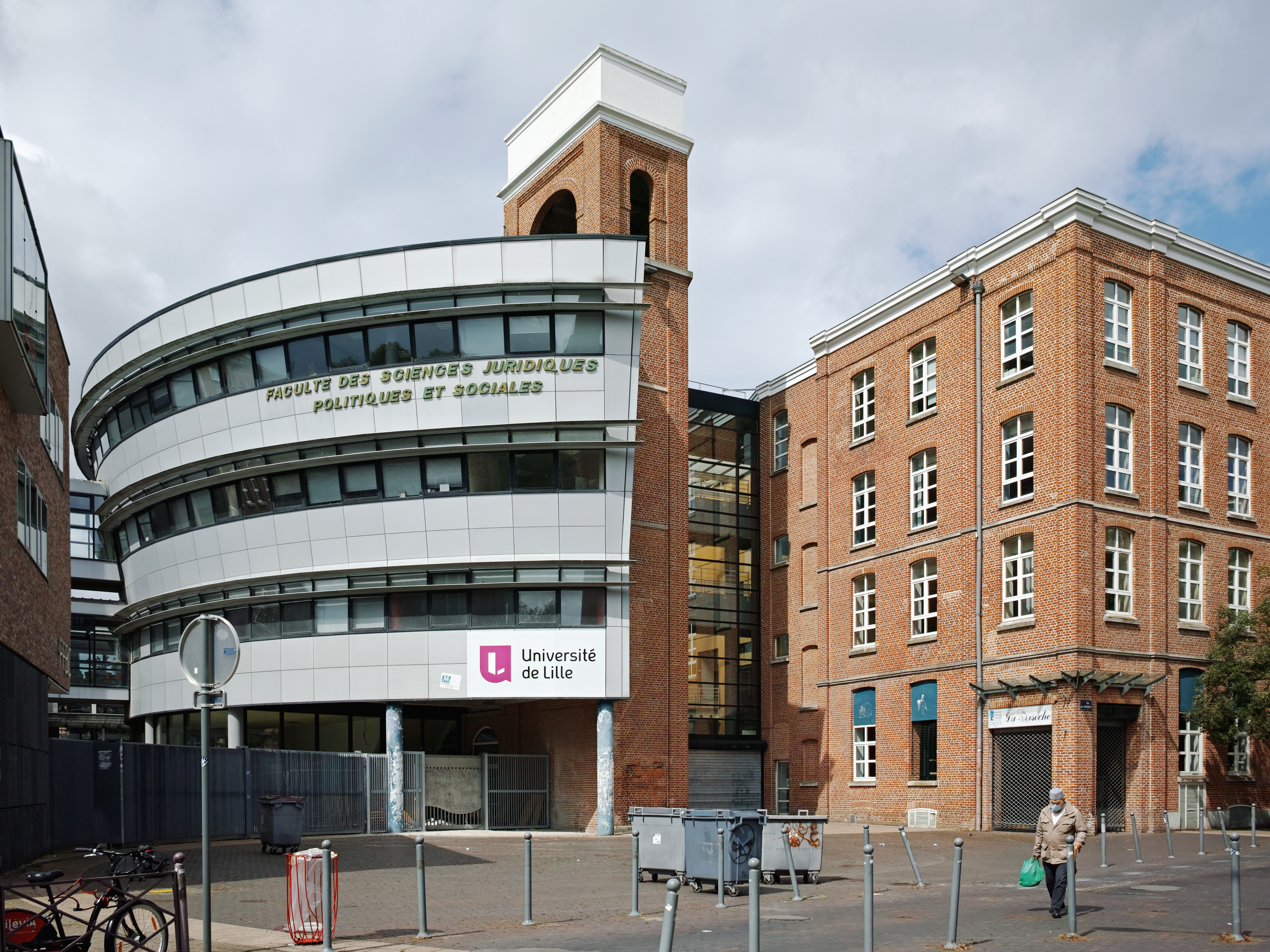
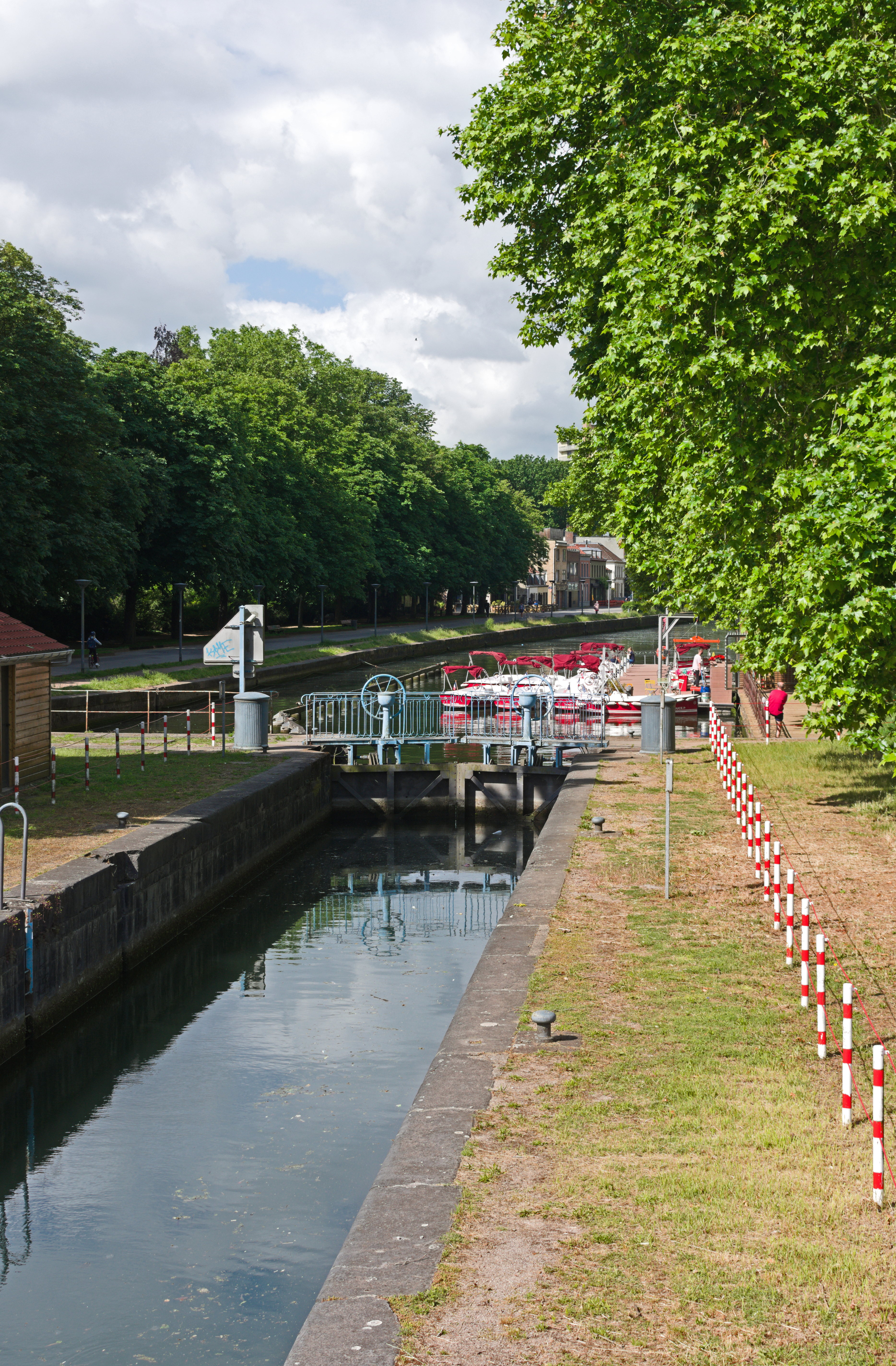
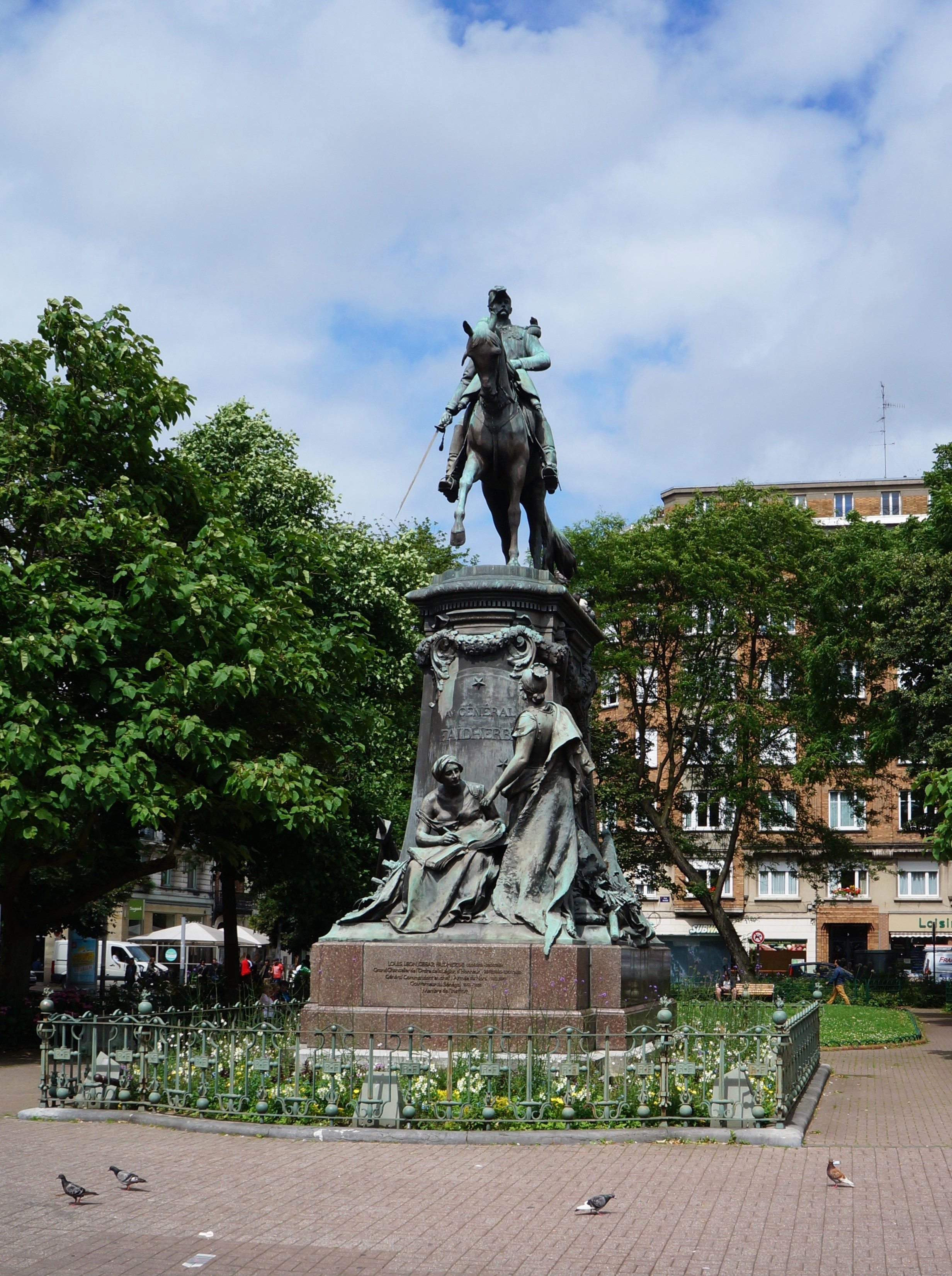
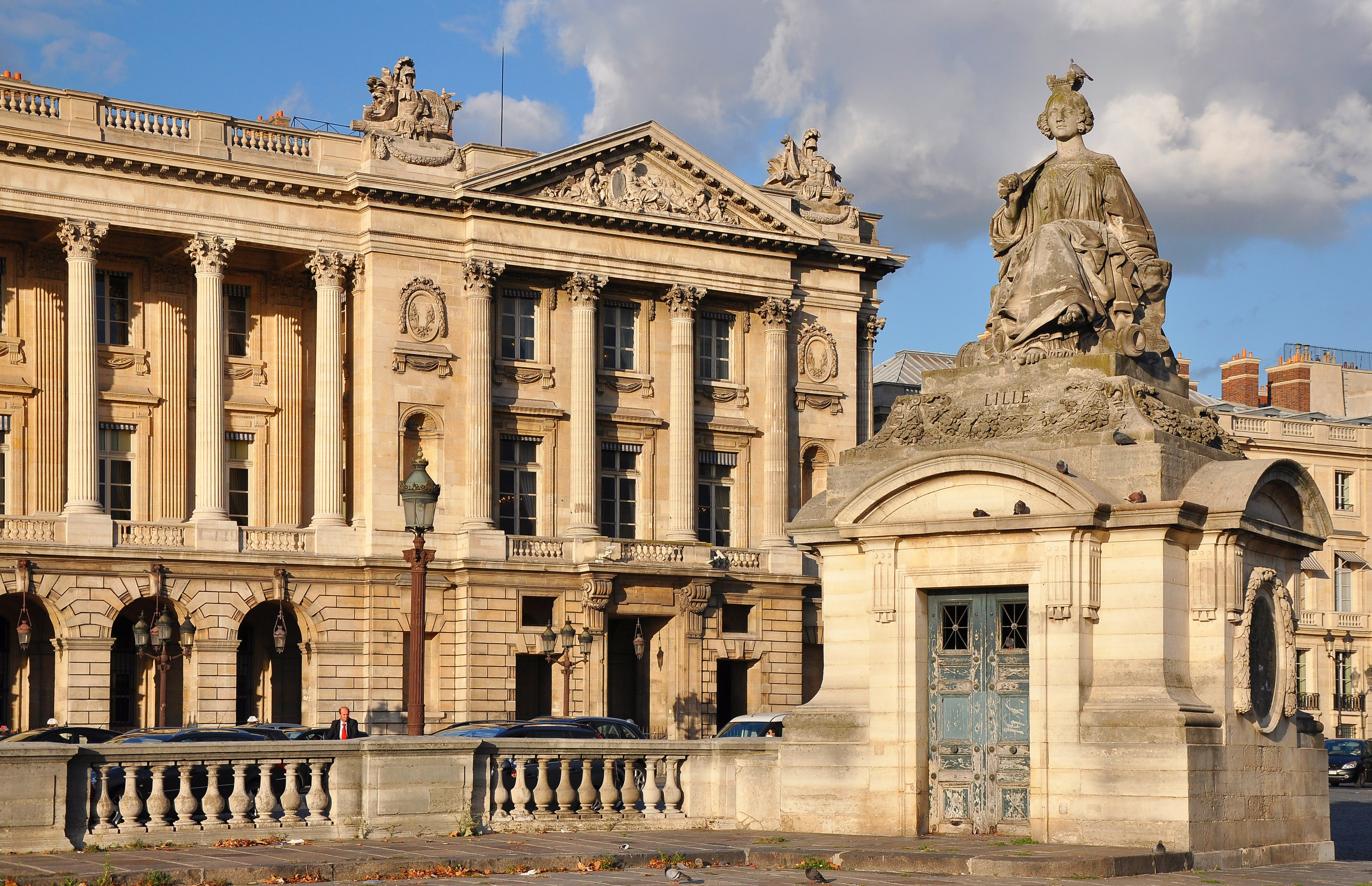
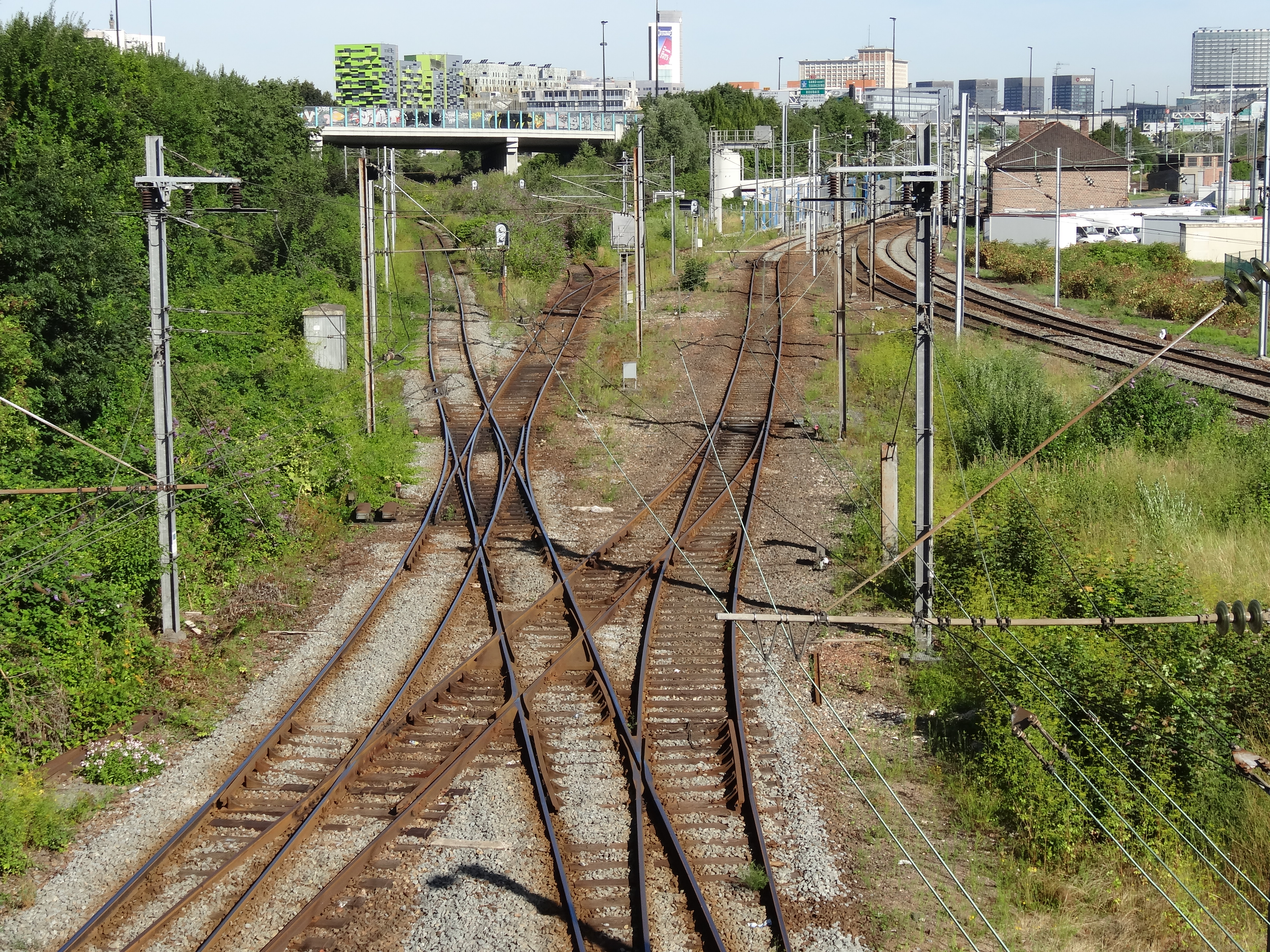
محطة قطار ليل فلاندرز.
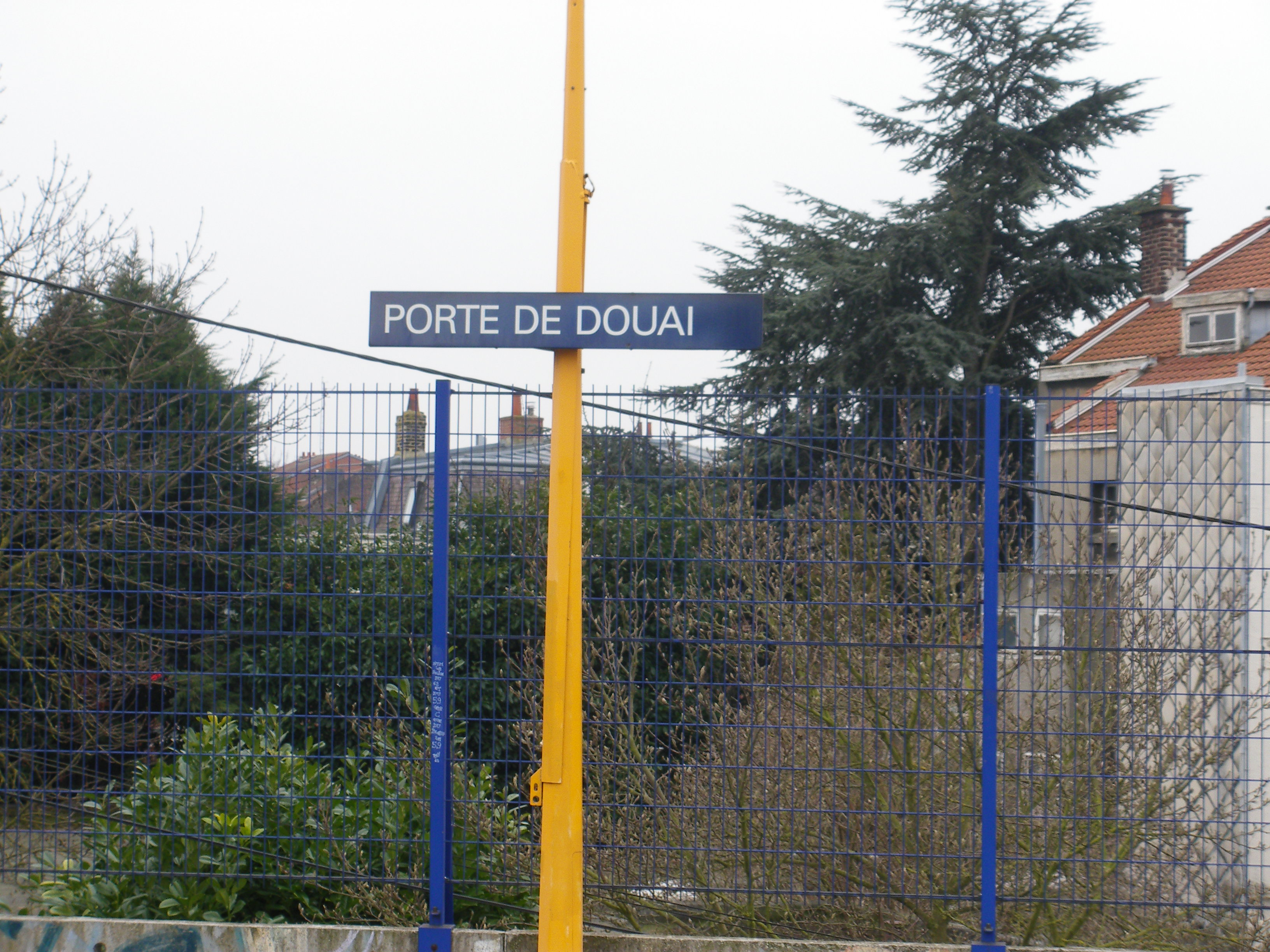
محطة قطار ليل بورت دو دووي.
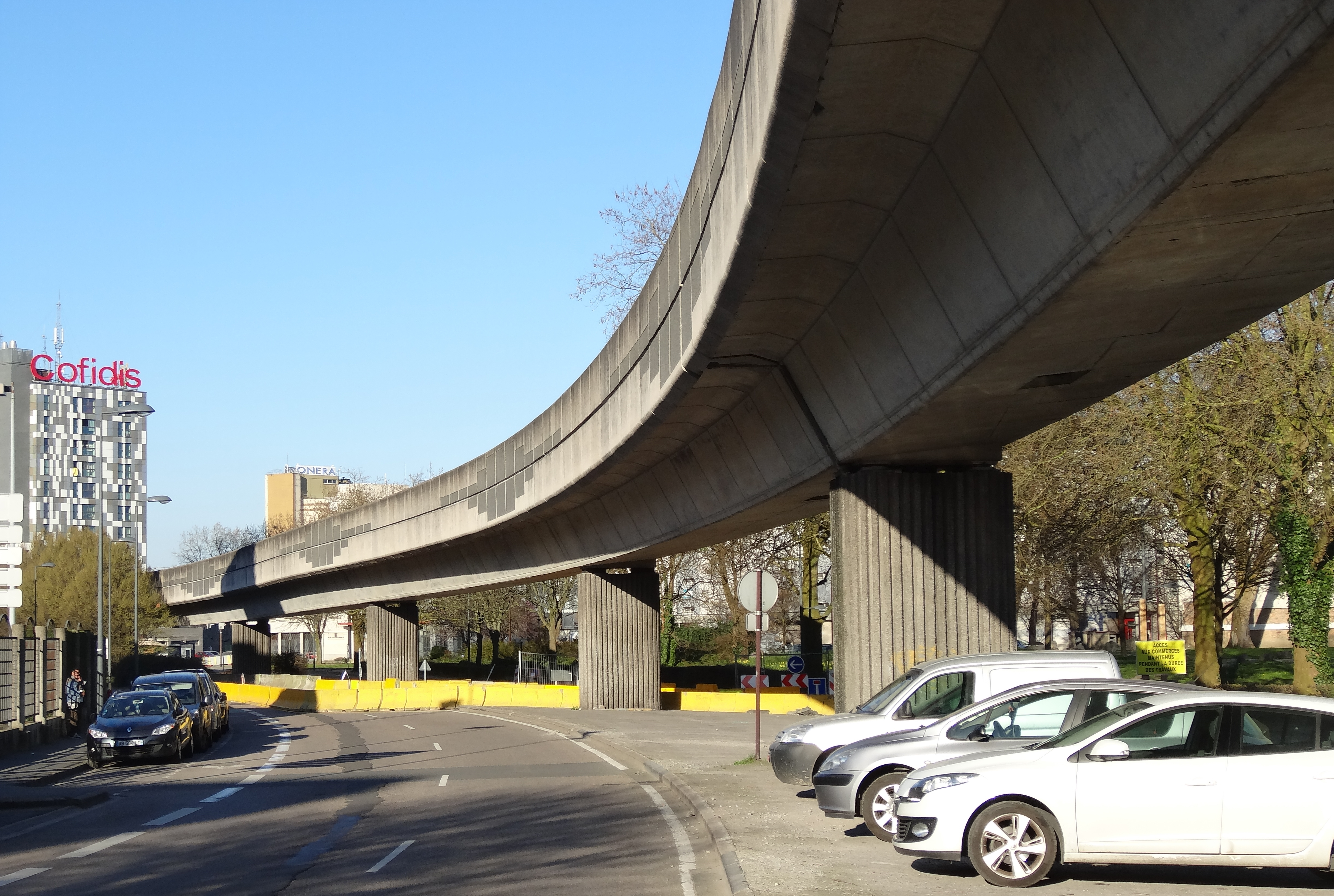
محطة ليل بورت دي فالينسين.
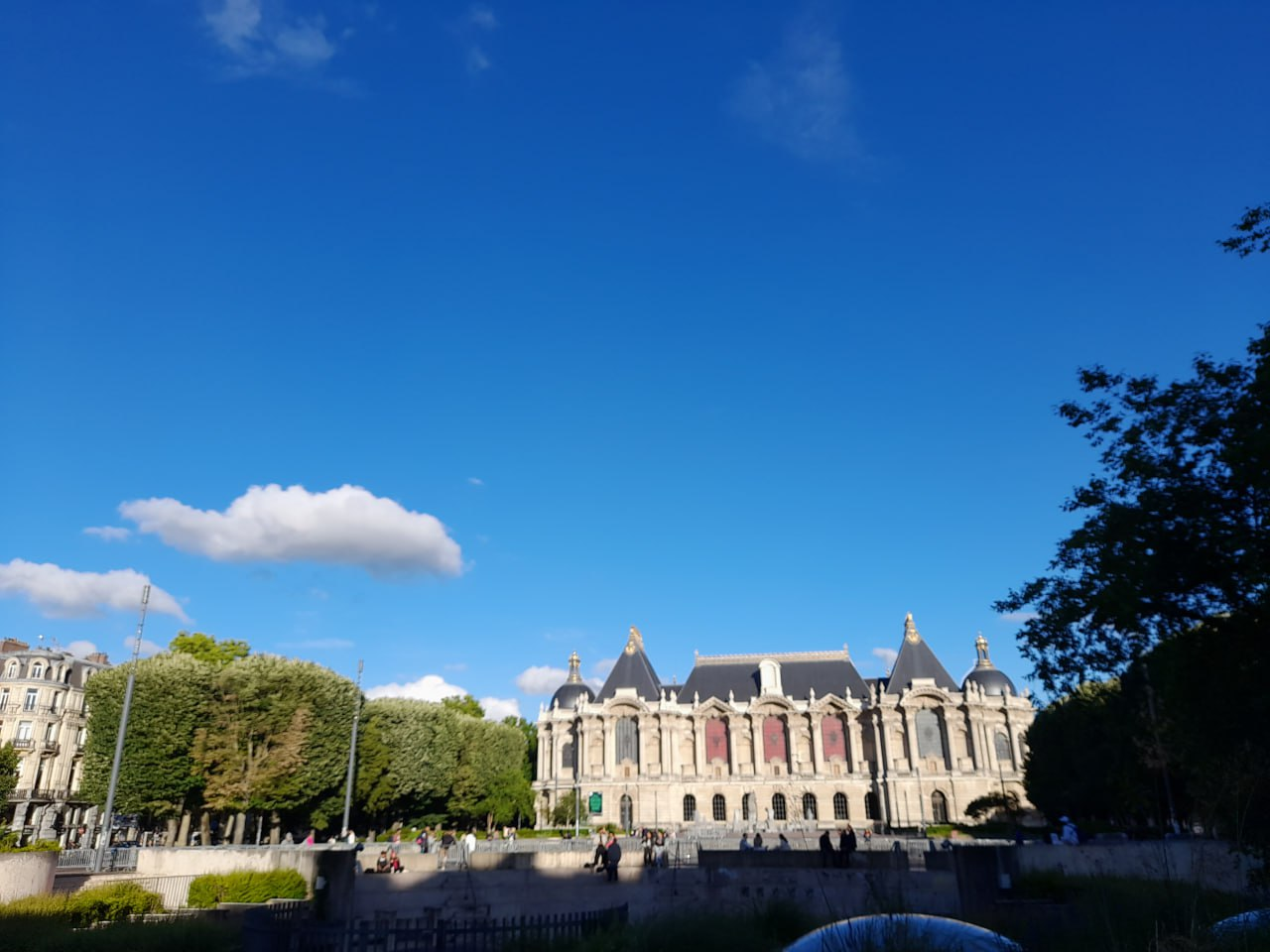
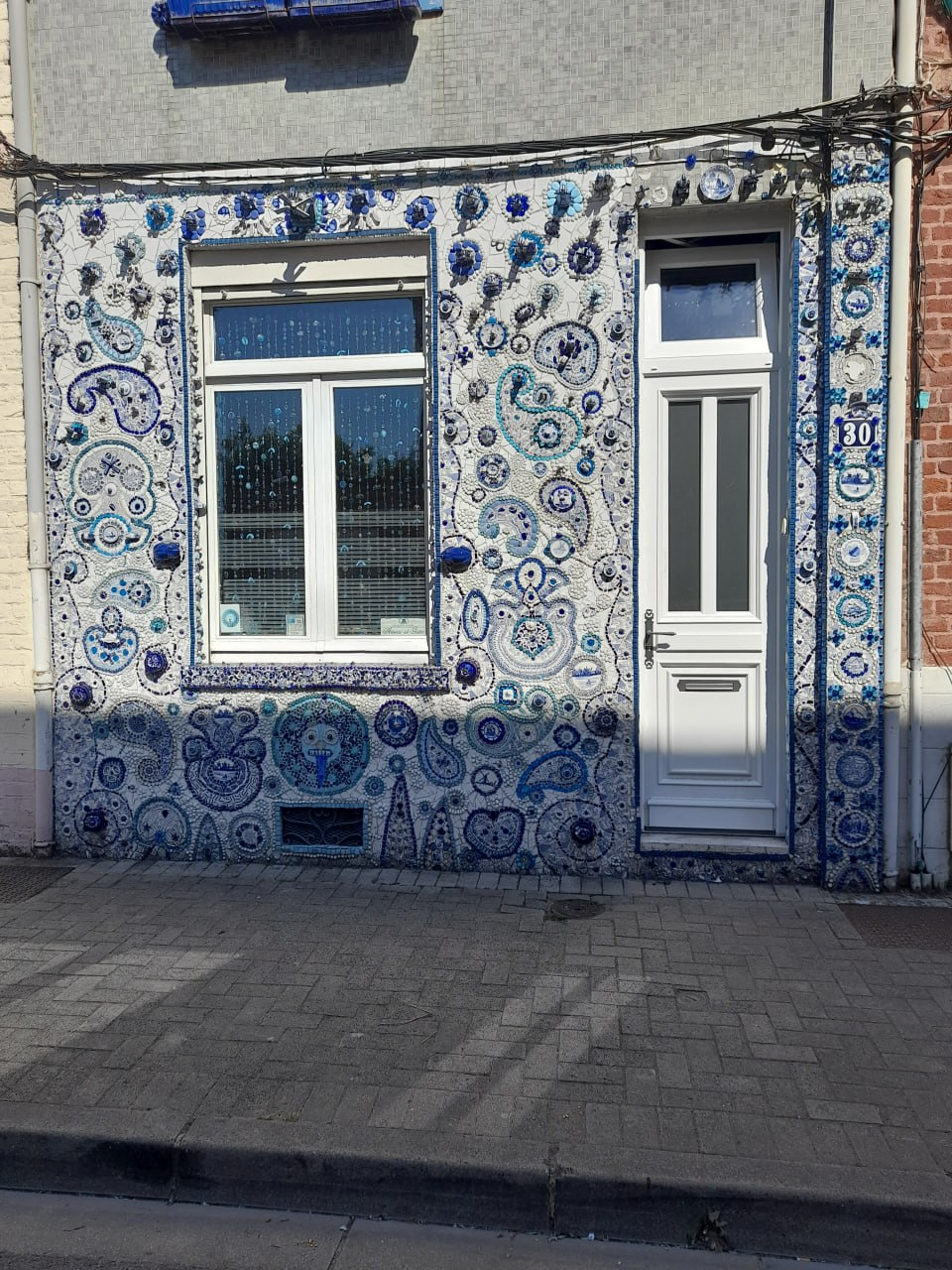
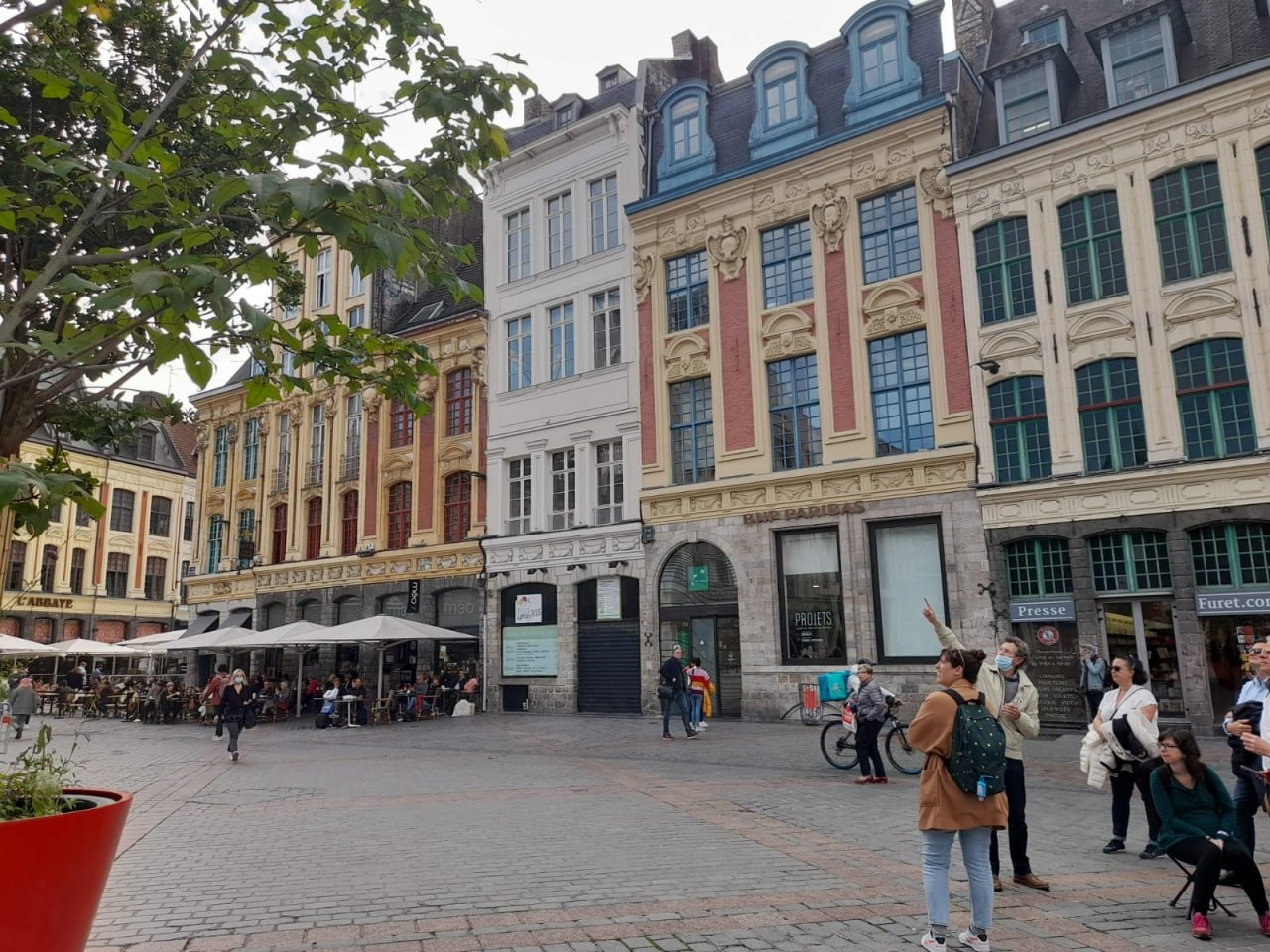
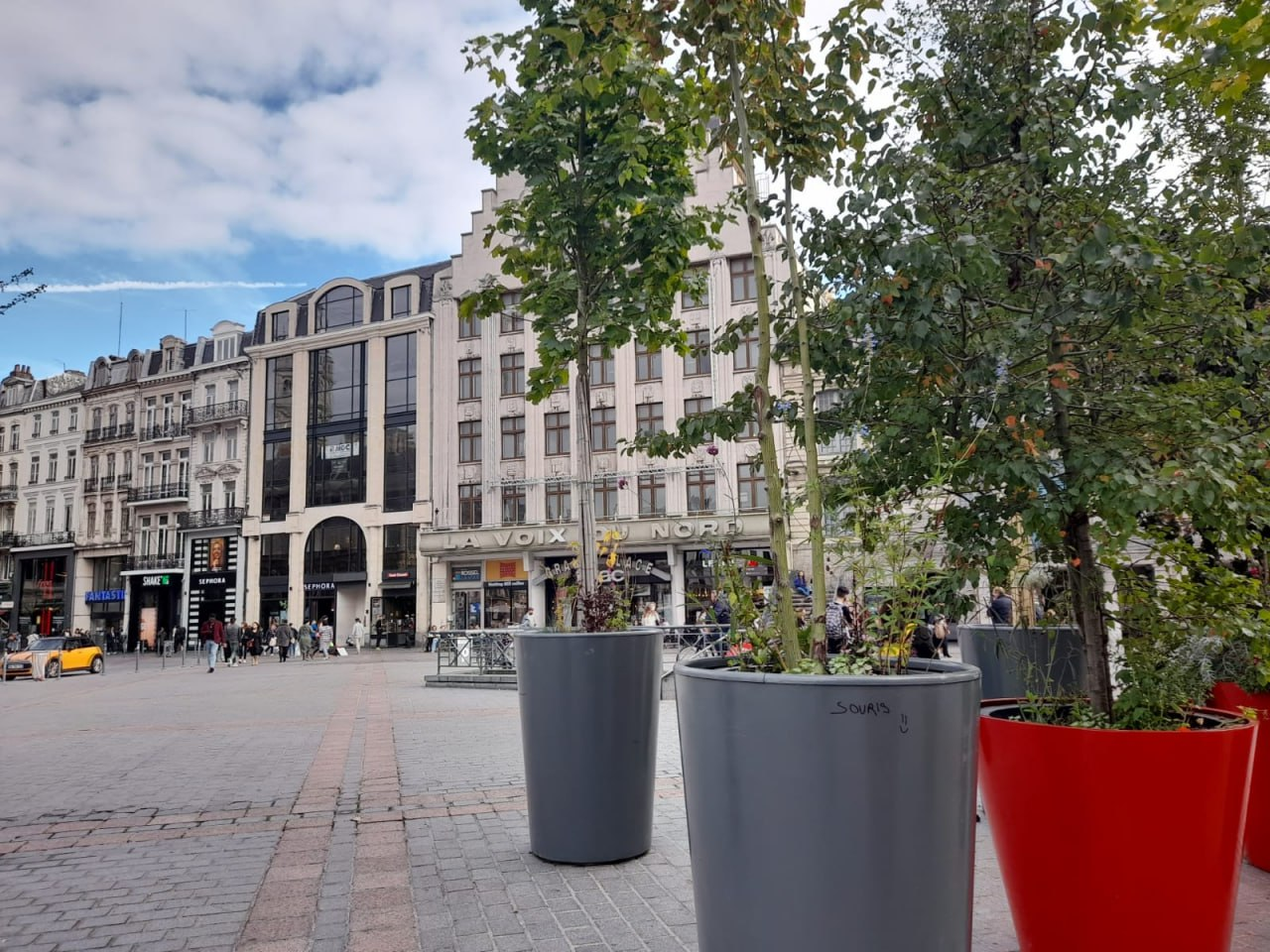
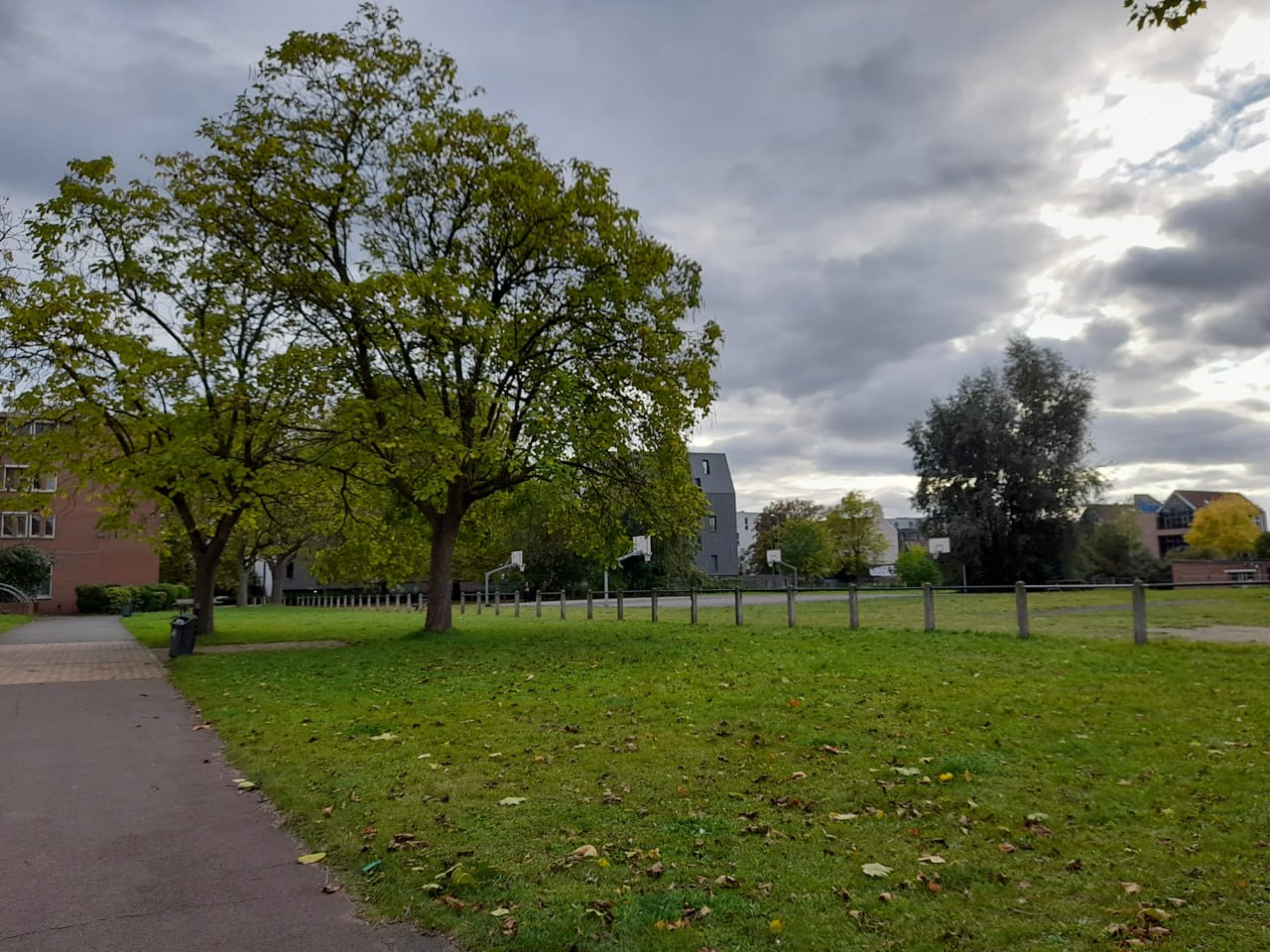
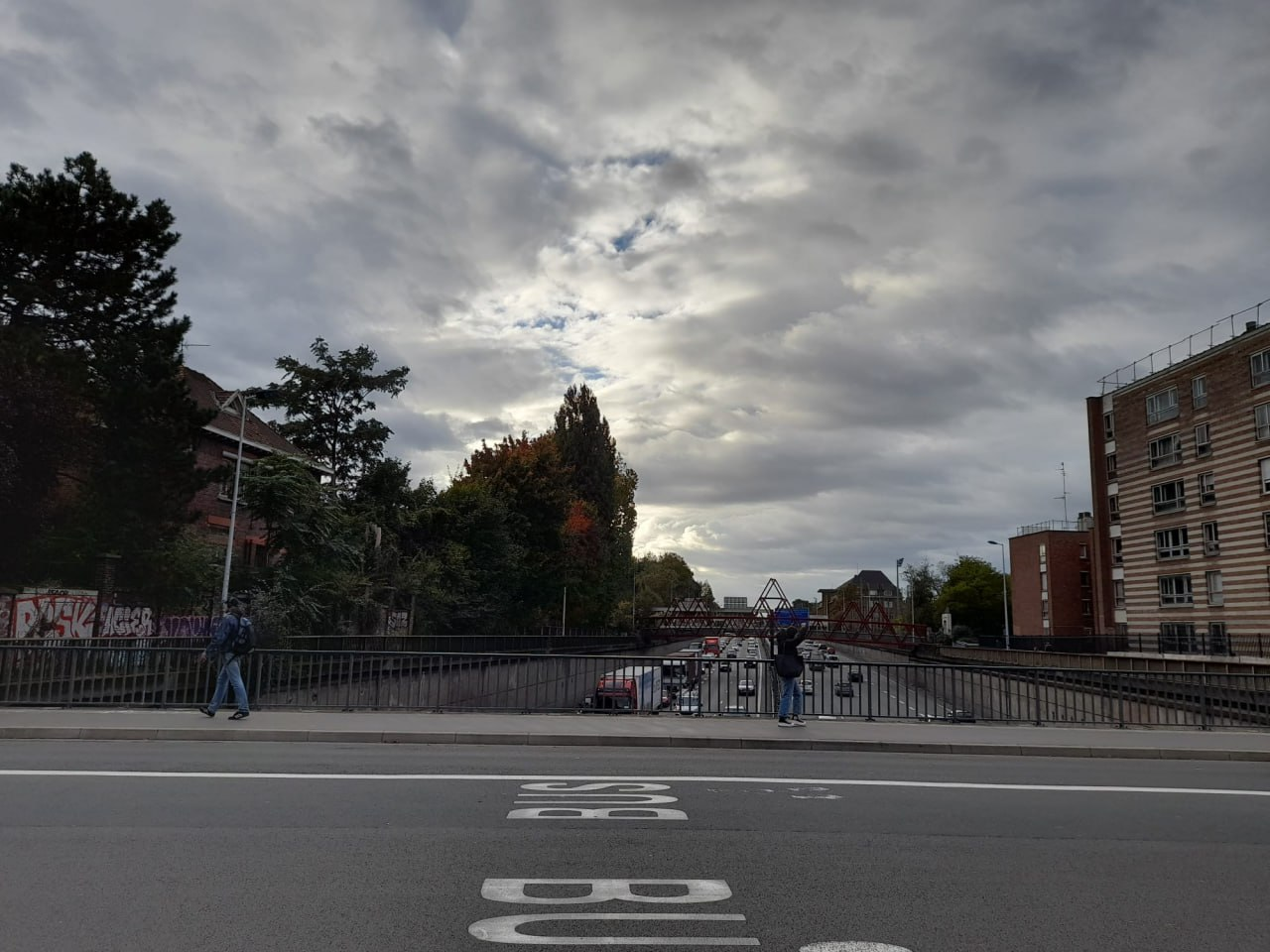
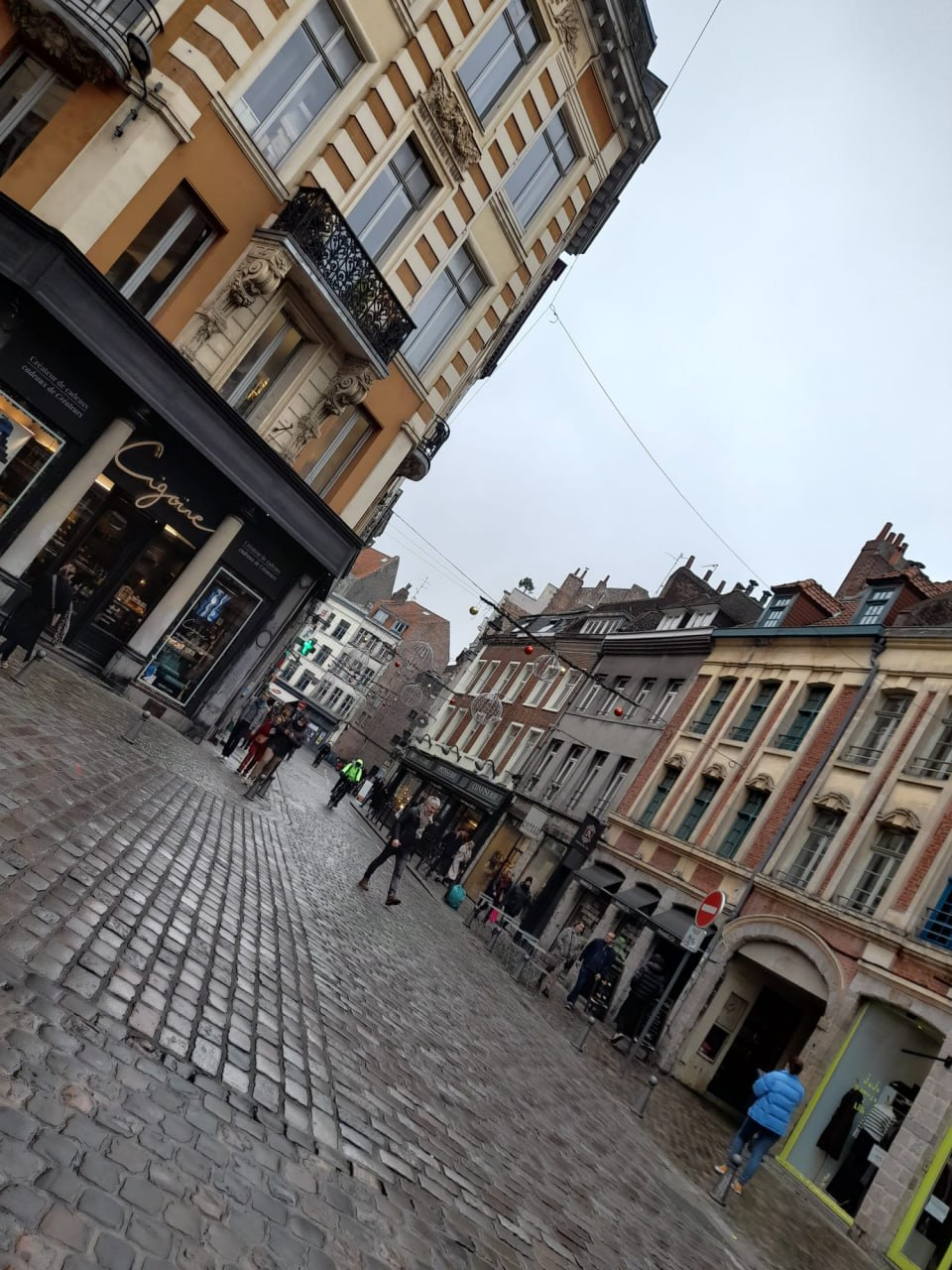
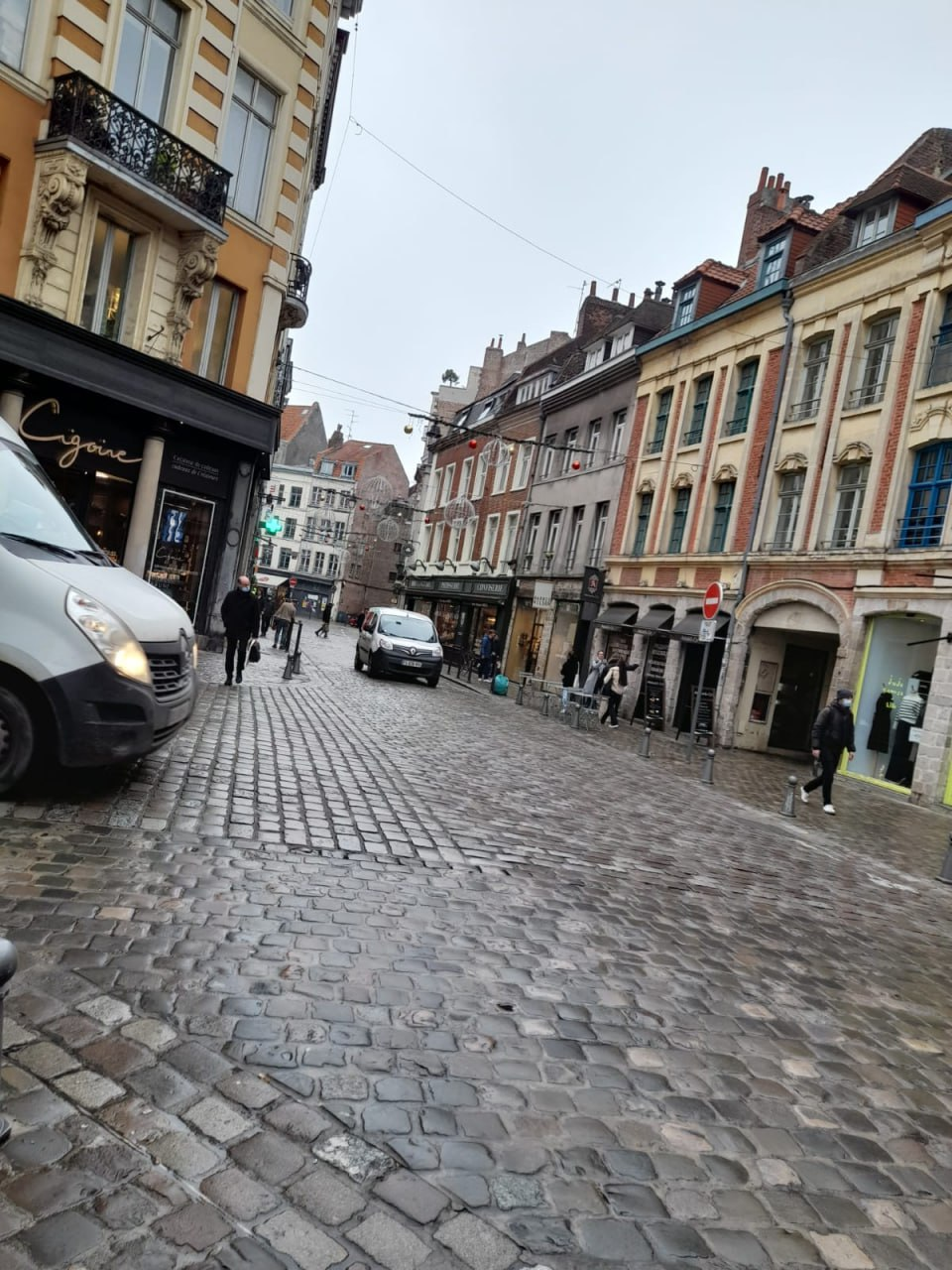
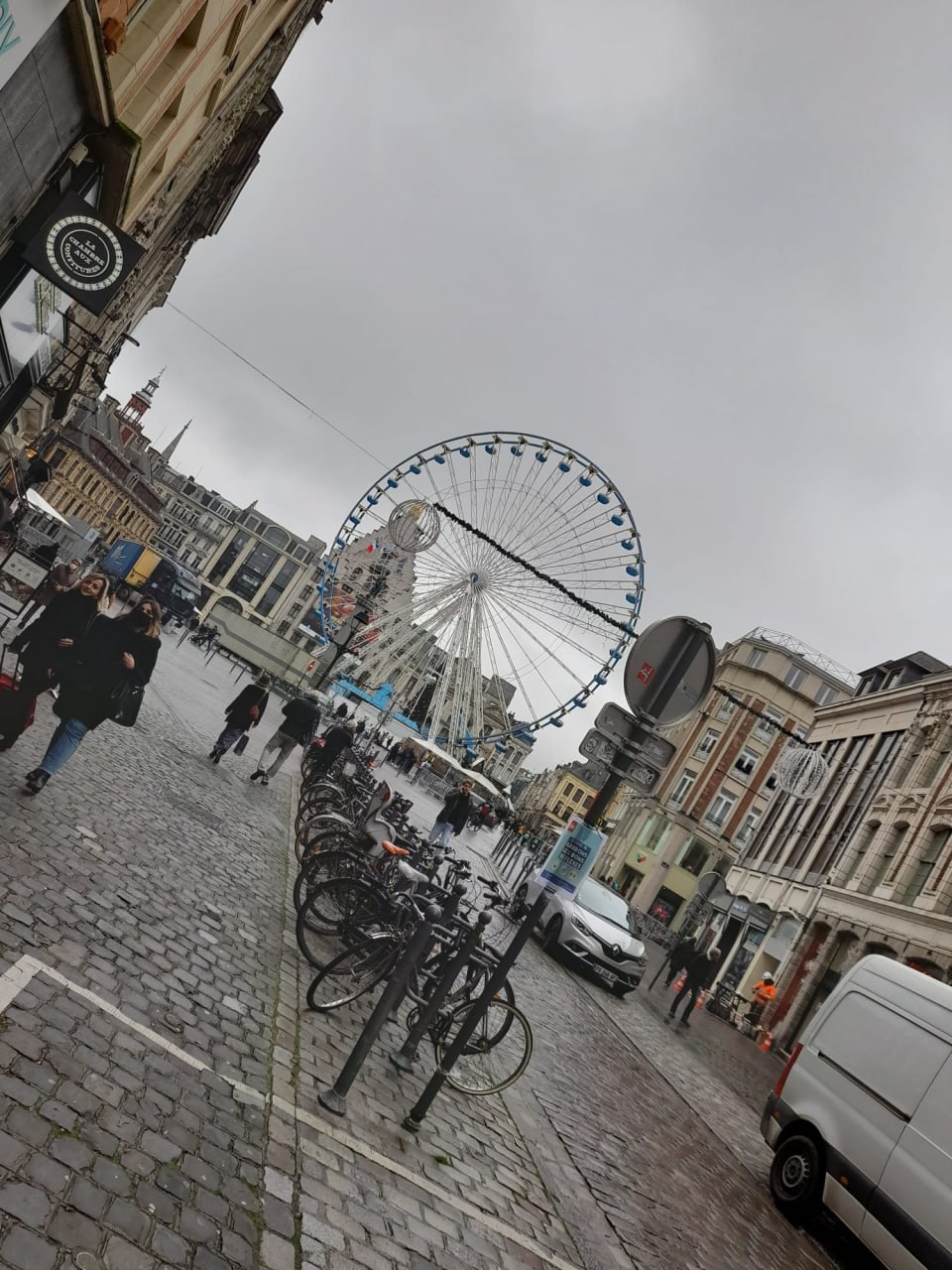
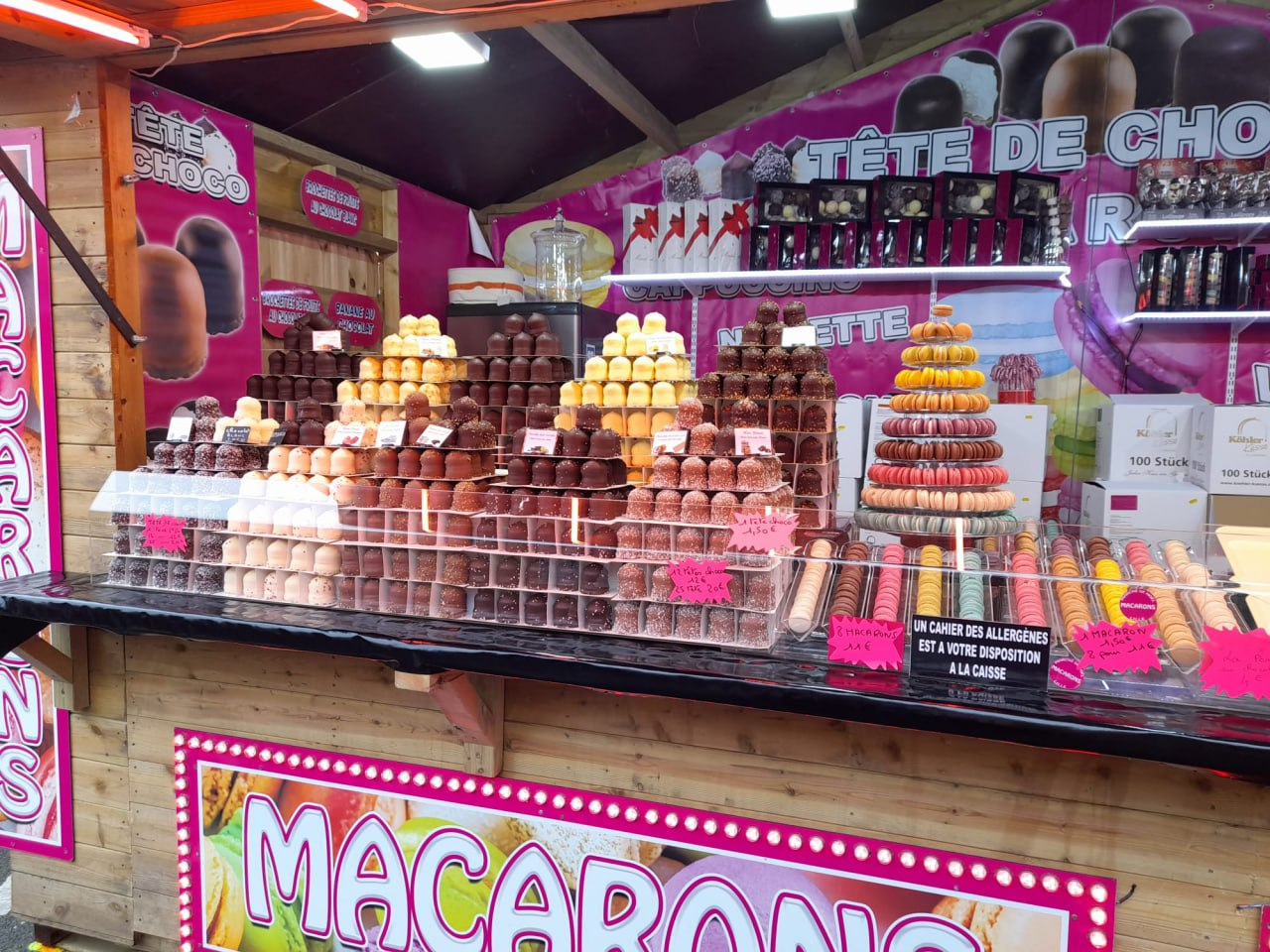
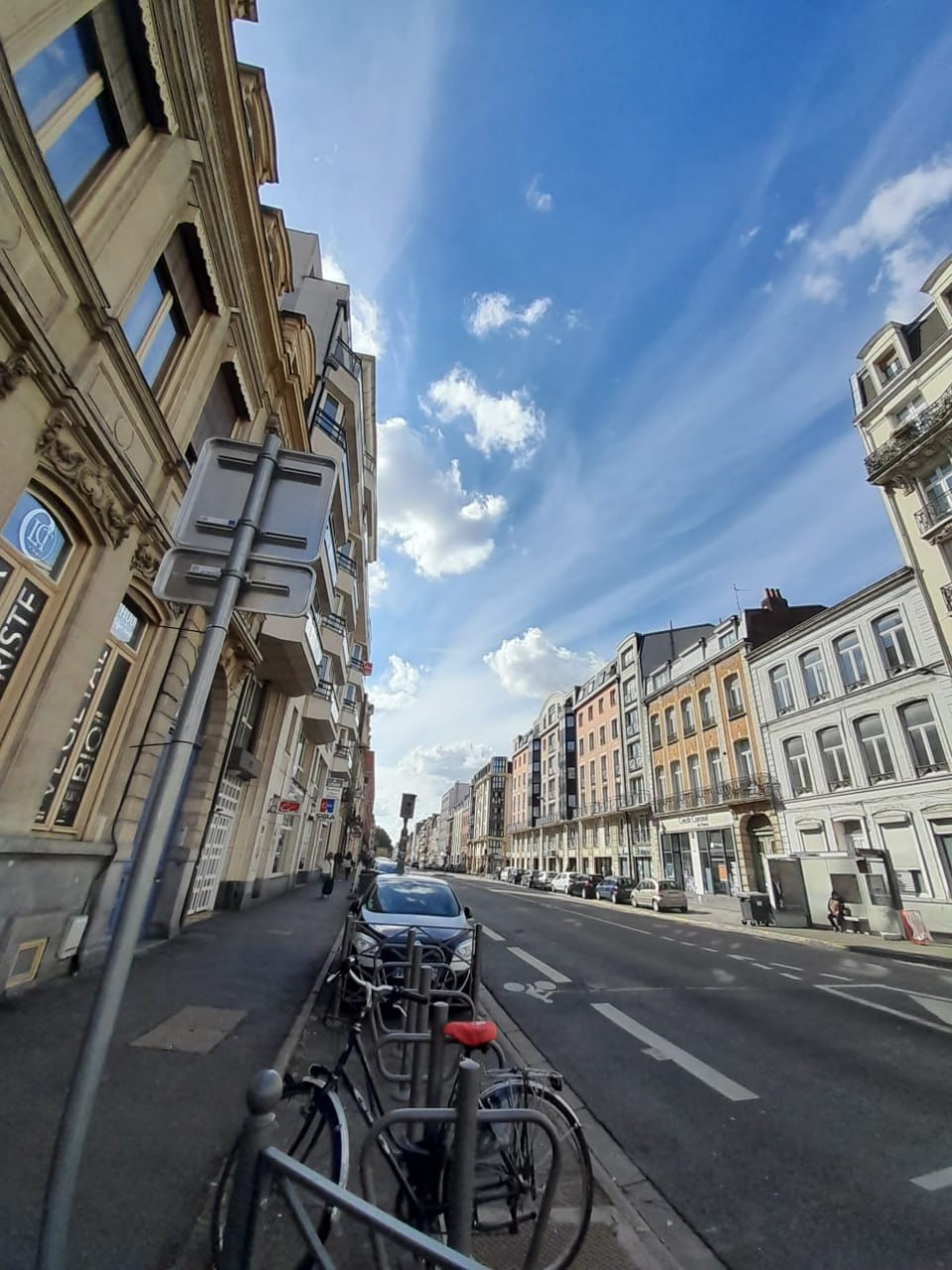
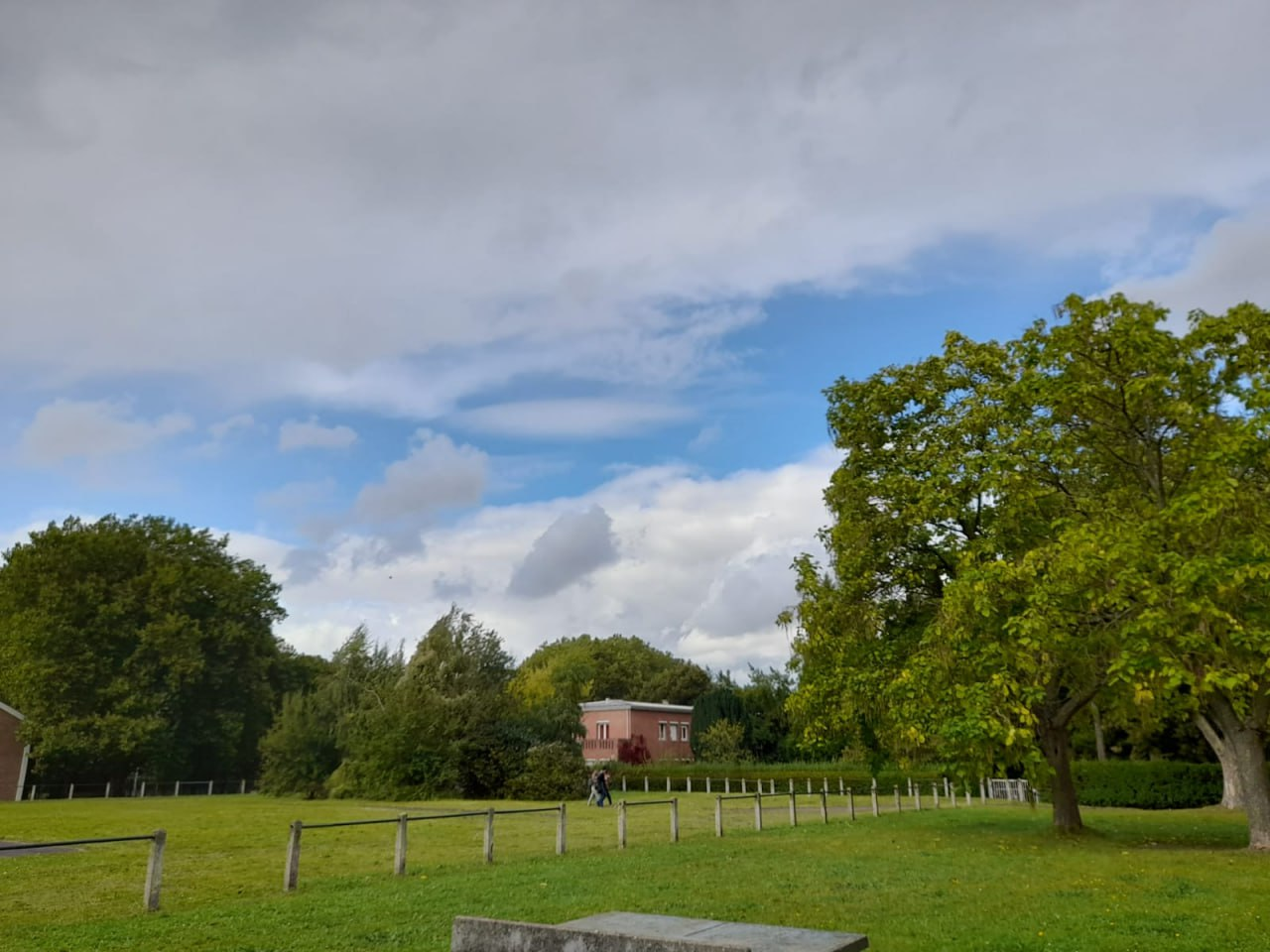
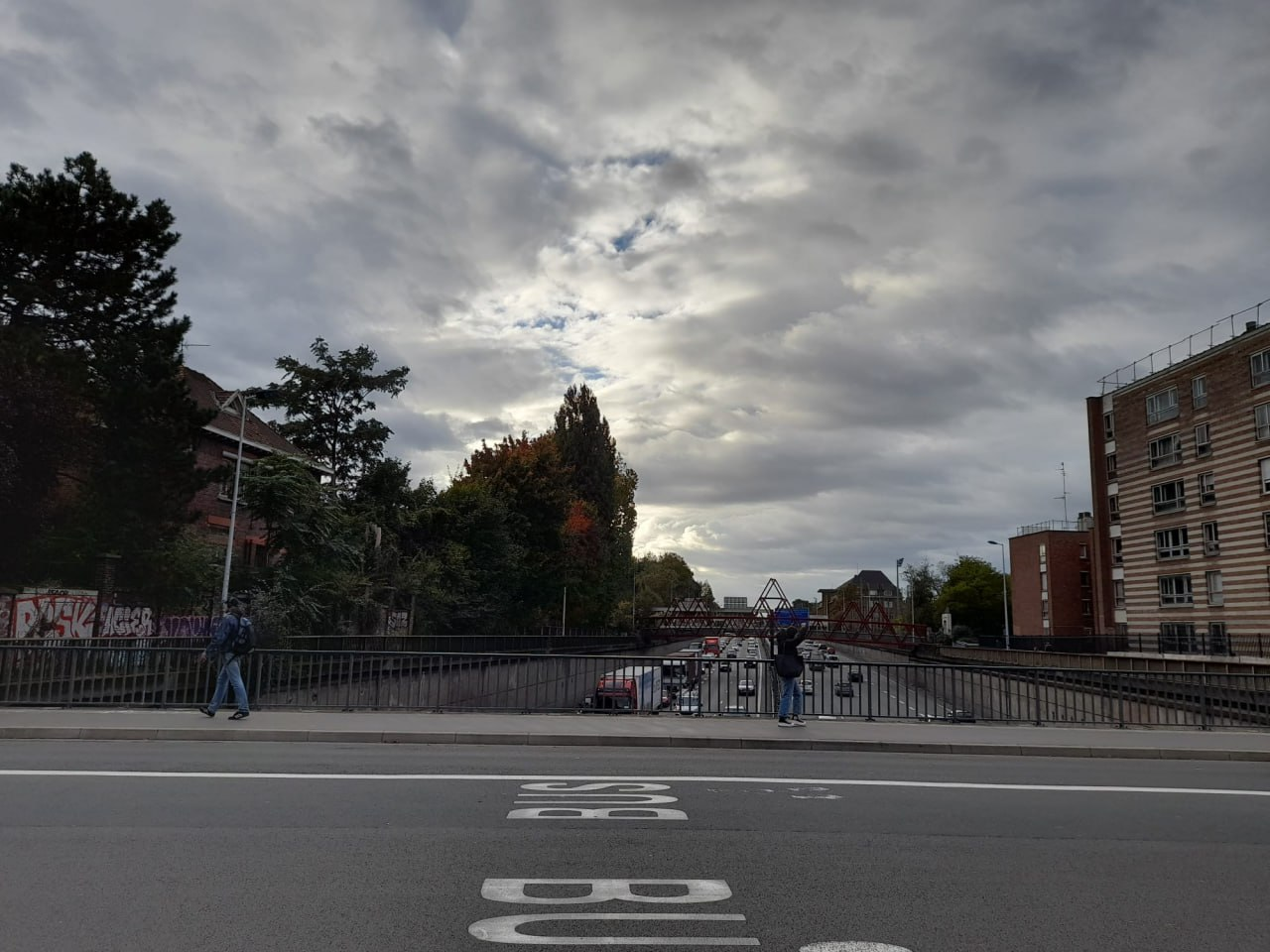
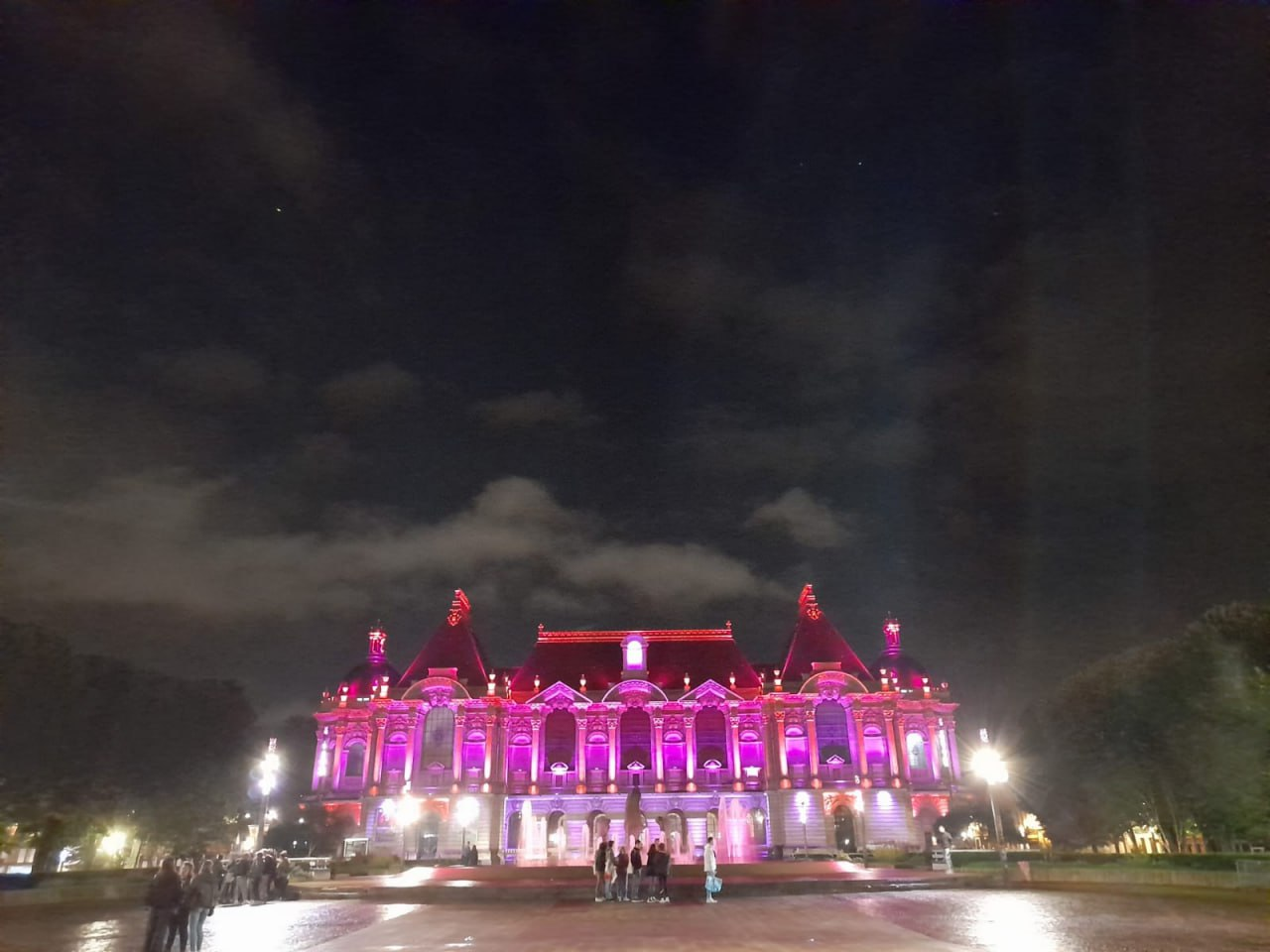
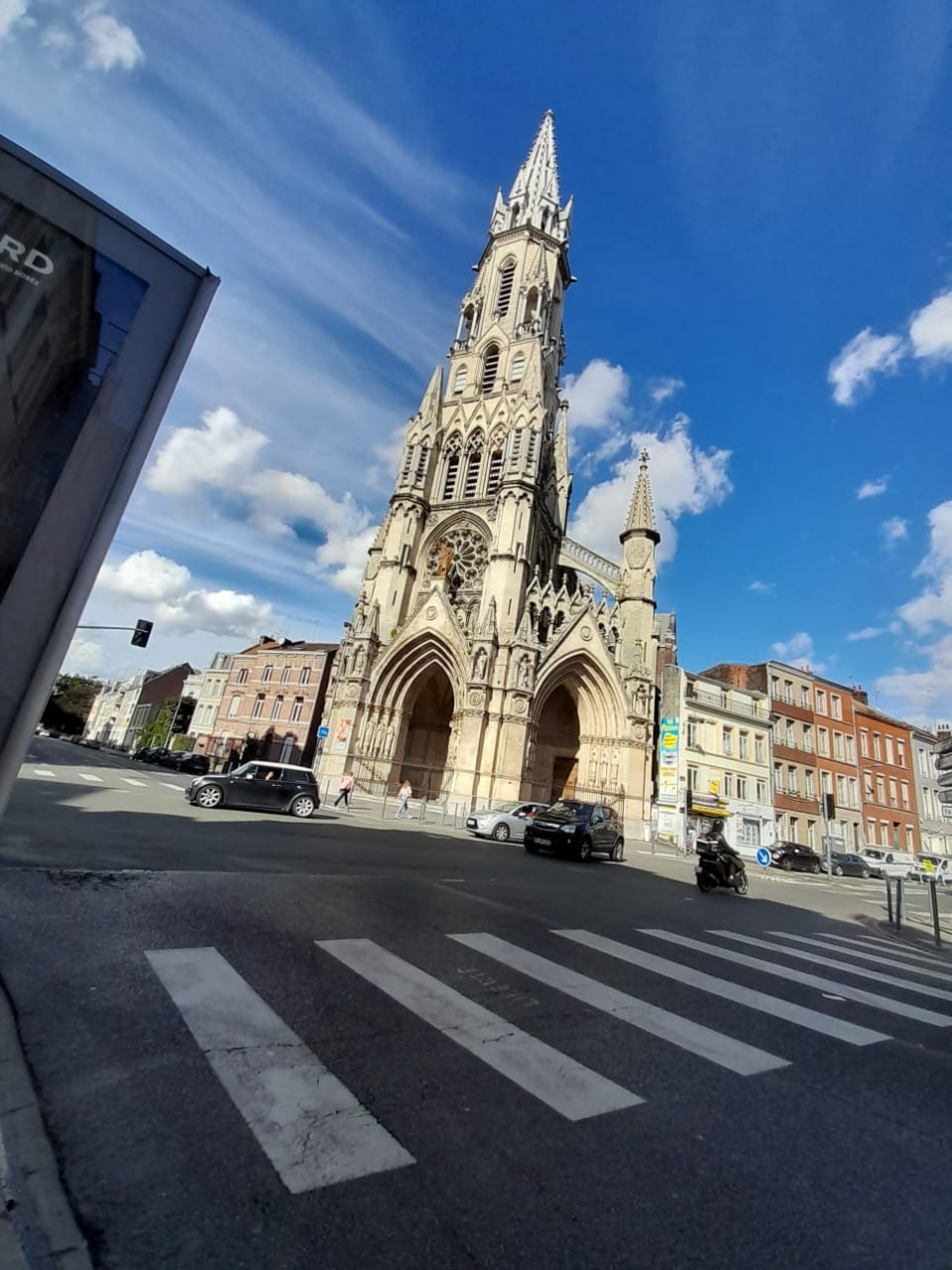
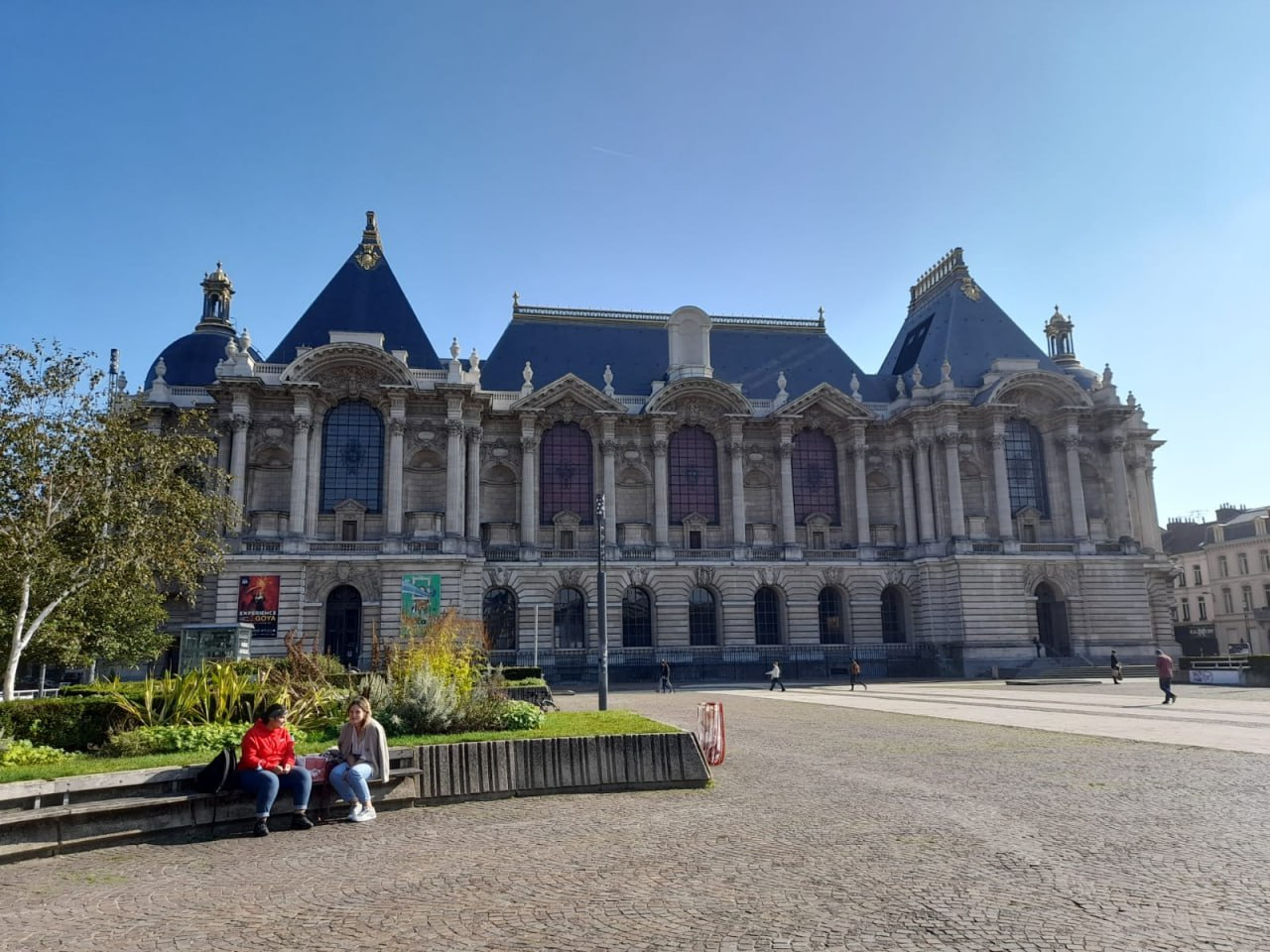
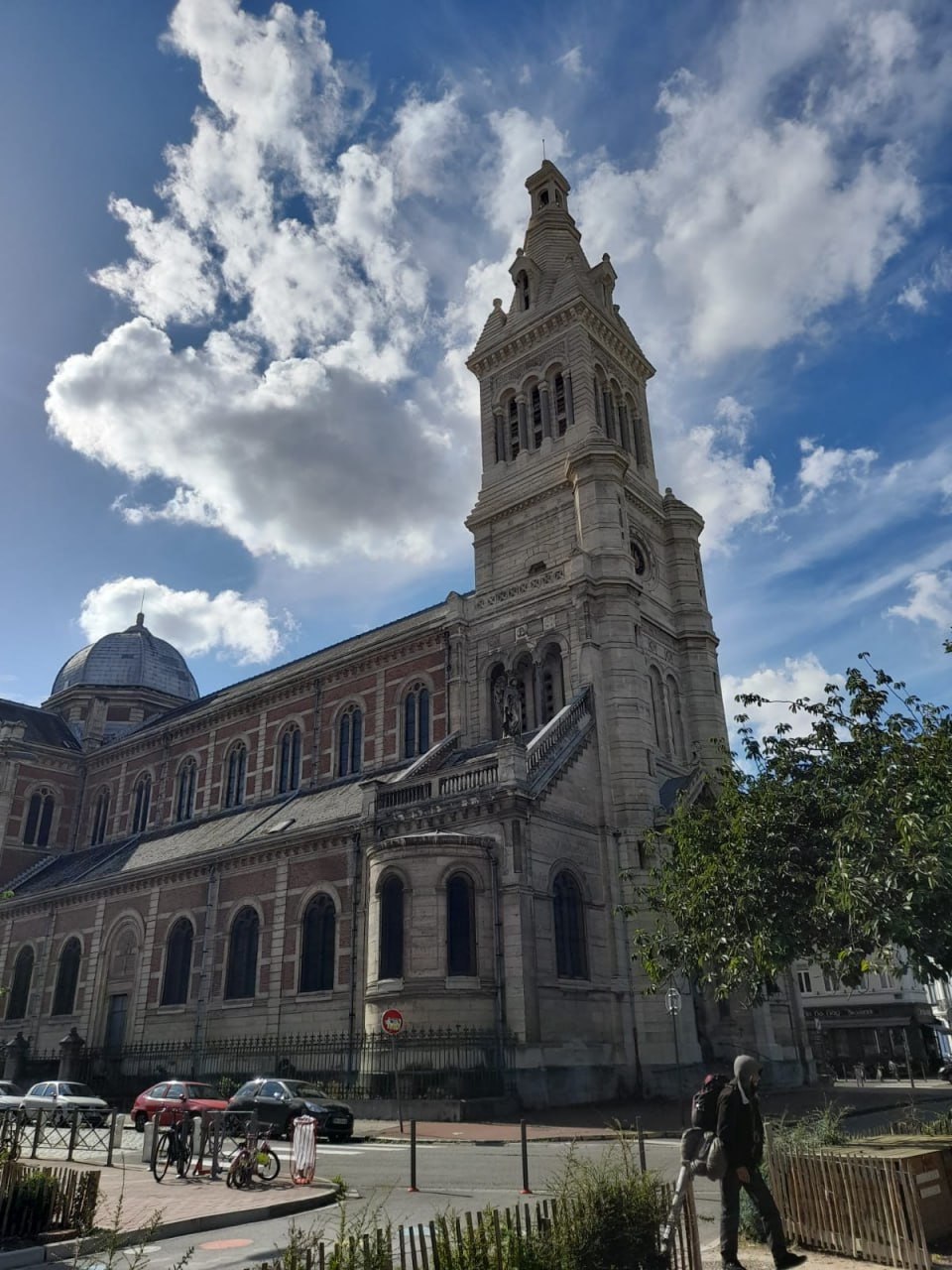